# 888
Năm 888 là một năm trong lịch Julius.

## Sự kiện

### Tháng 4
- Ngày 20: Lý Mẫn lên ngôi hoàng đế lấy niên hiệu Long Kỷ tức Đường Chiêu Tôn.